# Lynx (veículo de combate de infantaria)
O Lynx é um veículo de combate de infantaria desenvolvido pela Rheinmetall em 2015.

## Variantes
Lynx KF31

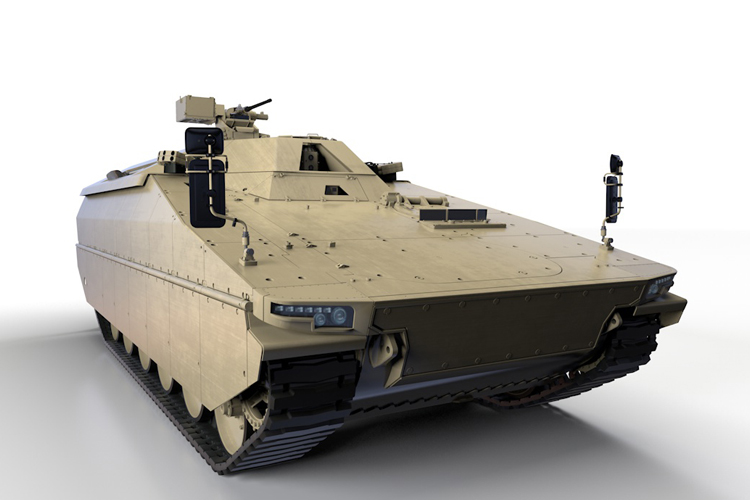
Ilustração.

Este modelo, apresentado pela primeira vez no Eurosatory 2016, tem um peso bruto máximo permitido de 35 a 38 toneladas, tem 7,22 metros de comprimento  e pode transportar uma tripulação de três mais seis passageiros.  Alimentado por um motor de 563 kW (755 cv), o veículo pode atingir uma velocidade máxima de 65 km/h. 
Lynx KF41
Este modelo, apresentado pela primeira vez no Eurosatory 2018, tem um peso bruto máximo permitido de até 50 toneladas.  O KF41 pode transportar uma tripulação de três mais oito passageiros.  Ele é movido por um motor de 850 kW (1.140 hp)  e tem uma velocidade máxima de 70 km/h (43 mph).

## Operadores

### Operadores atuais
Hungria - 218 unidades em ordem

### Potenciais operadores
Austrália 
 Chéquia
 Catar[carece de fontes?]
 Eslováquia[carece de fontes?]
 Estados Unidos